# Emma (Caroline du Nord)
 (mai 2025).
Pour les articles homonymes, voir Emma.
Emma est une census-designated place située dans le comté de Buncombe, dans l’État de Caroline du Nord, aux États-Unis. Lors du recensement de 2020, elle comptait 2 174 habitants.